# Schulnetzwerk (Organisation)
Schulnetzwerke bestehen in Form einer Zusammenarbeit oder eines Zusammenschlusses von Schulen oder Institutionen des Bildungswesens, gegebenenfalls auch mit Institutionen der Wirtschaft.
Schulnetzwerke dienen der Verbesserung der Qualität der Schulen und des Unterrichts im Rahmen der institutionalisierten Schulentwicklung, der Vorbereitung auf Beruf und Studium, aber auch der Erreichung bestimmter Lernziele oder der Weiterentwicklung bestimmter schulischer Projekte. Die Dienstleistungen von Schulnetzwerken können von Pädagogen, Schülern und Unternehmen in Anspruch genommen werden.
Schulnetzwerke erleichtern auch Informationen über das Schulwesen in anderen Ländern.

## Beispiele für Schulnetzwerke
- Schulverbund Blick über den Zaun (Verbreitung reformpädagogischer Ansätze)[3]
- Schule ohne Rassismus – Schule mit Courage (politische Bildung, Antidiskriminierung)[4]
- Deutsche Schulakademie (Verbund der Preisträger des Deutschen Schulpreises)[5]
- Schule im Aufbruch (ganzheitliche und transformatorische Bildung)[6]
- HeRiS (Erforschung und Vernetzung zum schulischen Projekt Herausforderung)[7]